# Kazumi
Kazumi (jap. かずみ, カズミ) – imię japońskie noszone zarówno przez kobiety jak i przez mężczyzn.

## Możliwa pisownia
Kazumi można zapisać używając wielu, różnych znaków kanji i może znaczyć m.in.:
- 和美, „harmonijne piękno”[1]
- 和巳, „harmonia, wąż”
- 一美, „jeden, piękno”
- 一三, „jeden, trzy” (występuje także inna wymowa tego imienia: Ichizō)

## Znane osoby
- Kazumi, były perkusista japońskiego zespołu LAREINE
- Kazumi Akedo (和巳), japoński profesjonalny gracz Go
- Kazumi Kazui (かずみ), japońska mangaka
- Kazumi Kawai (かずみ), japońska aktorka
- Kazumi Kishimoto (一美), japoński łyżwiarz figurowy
- Kazumi Matsuo (和美), japońska maratonka
- Kazumi Murata (和美), japońska modelka i aktorka
- Kazumi Ōnishi (一美), japońska łyżwiarka figurowa
- Kazumi Ōta (和美), japońska polityk
- Kazumi Saitō (和巳), japoński baseballista
- Kazuyoshi Sekine (和美), japoński reżyser filmowy
- Kazumi Tanaka (和実), japoński seiyū
- Kazumi Totaka (一生), japoński kompozytor muzyki do gier komputerowych i seiyū
- Kazumi Yamashita (和美), japońska mangaka

## Postacie fikcyjne
- Kazumi, główna bohaterka mangi Puella Magi Kazumi Magica
- Kazumi Asakura (和美), bohaterka mangi i anime Mahō Sensei Negima!
- Kazumi Akiyama (和美), bohaterka serii Initial D